# ウッセイ (小惑星)
ウッセイ (2550 Houssay) は、小惑星帯の小惑星のひとつ。アルゼンチンのエル・レオンシット国立公園にあるフェリックス・アギラール天文台で発見された。
1947年にノーベル生理学・医学賞を受賞したアルゼンチンの生理学者、バーナード・ウッセイに因んで名付けられた。